# Leonid Taranenko
Leonid Taranenko (en russe : Леонид Тараненко ; en biélorusse : Леанід Тараненка, Leanid Taranenka), né le 13 juin 1956 à Malaryta en RSS de Biélorussie (URSS), est un haltérophile soviétique/biélorusse, qui a détenu le record pour l'épaulé-jeté le plus lourd réussi en compétition jusqu'au 17 décembre 2021 et a détenu celui du plus lourd total jusqu'au 5 décembre 2017 (arraché + épaulé-jeté) en cumulant à Canberra le 26 novembre 1988, 210+266 kg soit 476 kg. Aux Championnats du monde d'haltérophilie 2017 qui se sont déroulés à Anaheim, en Californie, le Géorgien Lasha Talakhadze a en effet porté ce total à 477 kg (220 kg à l'arraché, record du monde + 257 kg à l'épaulé-jeté). Aux Championnats du monde d'haltérophilie 2021 qui se sont déroulés à Tachkent, en Ouzbékistan, ce même Lasha Talakhadze a pulvérisé les records de la discipline en réalisant un total de 492 kg (225 kg à l'arraché + 267 kg à l'épaulé-jeté).

## Carrière d'haltérophile

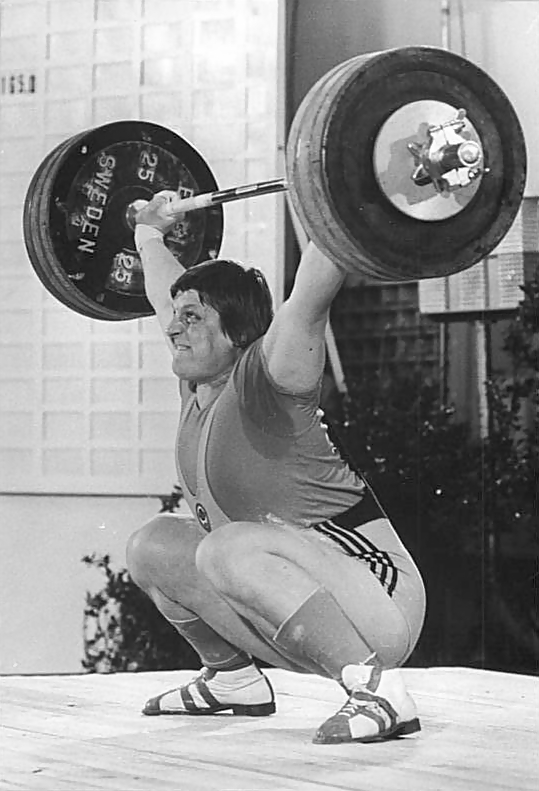
Taranenko à Moscou en 1986.

Taranenko s'entraîne au Voluntary Sports Societies of the USSR (en) à Minsk. Il connaît ses premiers grands succès aux Jeux olympiques d'été de 1980. Représentant l'Union soviétique, il gagne la médaille d'or dans la catégorie des 110 kilogrammes en soulevant au total 422,5 kg.
Il n'a pu participer aux Jeux Olympiques de 1984 à Los Angeles en raison du boycott soviétique. Cependant, en compétition aux Jeux de l'amitié de 1984, Taranenko a remporté la catégorie des 110 kg avec un total de 442,5 kg, ce qui dépasse de 52,5 kg le total des victoires à Los Angeles (par Norberto Oberburger).
Après cela, Taranenko est passé à la classe des super-lourds. A Canberra, en Australie, le 26 novembre 1988, il a établi un record du monde de 266,0 kg à l'épaulé-jeté et de 476,0 kg au total, combiné à son arraché de 210,0 kg.
En 1992, Taranenko a représenté l'équipe unifiée aux Jeux olympiques de Barcelone. Il a remporté la médaille d'argent dans la catégorie des super-lourds avec un total de 425,0 kg.
Les autres victoires de Taranenko incluent les titres de classe de 110 kg aux championnats du monde et d'Europe de 1980, et les titres super-lourds aux championnats du monde de 1990 et aux championnats européens de 1988, 1991 et 1996.